# Rómulo Gallegos (Cojedes)
Rómulo Gallegos é um município da Venezuela localizado no estado de Cojedes.
A capital do município é a cidade de Las Vegas.